# 2479 Sodankylä
2479 Sodankylä eller 1942 CB är en asteroid i huvudbältet som upptäcktes den 6 februari 1942 av den finske astronomen Yrjö Väisälä vid Storheikkilä observatorium. Den är uppkallad efter den finska kommunen Sodankylä.
Asteroiden har en diameter på ungefär 6 kilometer.